# مارسل رونو
مارسل رونو (فرانسوی: Marcel Renaud‎; ۲۸ سپتامبر ۱۹۰۰ – ۱۷ ژوئن ۱۹۶۸) دوچرخه‌سوار اهل فرانسه بود.